# Emile Hirsch
Emile Davenport Hirsch (* 13. března 1985 Los Angeles, USA) je americký herec.

## Život
Narodil se učitelce a výtvarnici Margaret (rozená Davenport) a podnikateli Davidu Hirshovi. Má ještě starší sestru Jenny, následně se jeho rodiče rozvedli.
S hraním začal v roce 1993 v menších rolích televizních seriálů (Policie New York, Pohotovost, Sabrina, mladá čarodějnice). Ve filmu Mág Houdini se objevil v roce 1998. První celovečerním filmem byl Skandál v katolické škole v roce 2002.
V roce 2007 hrál ve filmu Útěk do divočiny skutečnou postavu Chrise McCandlesse, hledajícího svobodu mimo civilizaci, což mu vyneslo nominaci Screen Actors Guild na nejlepšího herce.

## Filmografie
- 2001 – Iris (role: Lony Brevard)
- 2002 – Klub vyvolených (role: Sedgewick Bell)
- 2002 – Skandál v katolické škole (role: Francis Doyle)
- 2003 – Konec dětství (role: farmářský syn Duncan Mudge, poznamenaný smrtí matky)
- 2004 – Obyčejný hrdinové (role: Tim Travis)
- 2004 – Sexbomba od vedle (role: premiant Matthew Kiddman)
- 2005 – Legendy z Dogtownu (role: Jay Adams)
- 2006 – Alpha Dog (role: drogový dealer Johnny Truelove)
- 2007 – To co dýchám (role: Tony)
- 2007 – Útěk do divočiny (role: Chris McCandless)
- 2008 – Milk (role: Cleve Jones)
- 2008 – Speed Racer
- 2009 – Zažít Woodstock (role: Billy)
- 2011 – Černá hodina (role: Lukie)
- 2011 – Killer Joe
- 2012 – Savages (v dubnu 2011 byl obsazen režisérem Oliverem Stonem)